# Mellan-Dovrasjön
Mellan-Dovrasjön är en sjö i Hallsbergs kommun (en liten bit vid sjöns utlopp i sydöstra delen ligger i Askersunds kommun) i Närke och ingår i Nyköpingsåns huvudavrinningsområde. Mellandovrasjön ligger i Dovrasjödalen Natura 2000-område och naturreservatet Dovrasjödalen. Sjön är 4,4 meter djup, har en yta på 0,027 kvadratkilometer och befinner sig 120 meter över havet.